# بتومين
الحُمَر أو البتومين أو بتيومين أو قار هو مادة موجودة بشكل طبيعي في البيئة أو يمكن تصنيعها صناعيا بعد تقطير بعض الزيوت الخام. وهي تتكون من خليط من الهيدروكربونات، قد تكون في الحالة السائلة أو الصلبة، ولها لون بني إلى أسود. وعادة ما تكون سائلًا حارًا ومختلطةً بما يتم إضافته إليها. لديها عدد من الصفات الفيزيائية الكيميائية التي استخدمها البشر منذ عصور ما قبل التاريخ. في اللغة الشائعة، غالباً ما يتم الخلط بينه وبين الطبقة السفلية، أو قطران الفحم، أو الطريق الأسفلت الذي هو أحد مكوناته.
يرجع أقدم دليل على استخدامه إلى عصور ما قبل التاريخ حيث تم استخدامه كمواد لاصقة في الصناعة الحجرية (أم الطليل، وهو موقع يقع في وسط سوريا ويرجع إلى العصر الحجري القديم الأوسط). من العصر الحجري الحديث، تنوعت استخداماته، لا سيما في الشرق الأدنى والأوسط، وتم إثراء تقنياتها. كان يستخدم كعامل مانع لتسرب المياه للسلال ثم للخزف، والسد للقوارب النهرية أو البحرية، ومدافع الهاون، والطلاء وكعلاج لمختلف الأمراض في الطب.
التقنيات المستخدمة في الوقت الحاضر مكنت من إنتاج أول بتومين اصطناعي والتي يرجع تاريخها إلى منتصف القرن التاسع عشر.

## البتومين خليط من المواد الهيدروكربونية
البتومين هو خليط من الهيدروكربونات ذات الوزن الجزيئي العالي والتي يمكن أن تنتمي إلى المجموعات الثلاث التالية:
- الأليفاتية: هيدروكربونات السلسلة الكربونية المفتوحة (خطية أو متفرعة)؛
- <a href="./[[:fr:Naphténique|Naphténique]]" rel="mw:WikiLink" data-linkid="null">naphtenique</a>: : هيدروكربونات دورية مشبعة؛
- العطرية: هيدروكربونات ذات بنية مسطحة مستقرة وغير منتظمة مثل البنزين.

تمثيل تخطيطي لنوعين من هياكل البتومين.

تم العثور على المجموعة الأوليفينية في بعض البتومين المتشققة.
إن الاستخدام كمذيب انتقائي لهيدروكربون خفيف في فائض كبير يجعل من الممكن تقسيم البتومين إلى جزأين:
- الجزء المذاب - maltenes - له مظهر زيت لزج من اللون الغامق؛
- الكسر المترسب - الأسفلت - يتكون من أجسام ذات وزن جزيئي مرتفع جدا في شكل مادة صلبة وسوداء.

لا يوجد أي انقطاع بين maltenes وasphaltenes ، وهو تجزئة يتم الحصول عليها اعتمادًا على المذيب المستخدم. استُخدم الأثير البترولي، الذي حل محله الآن هيبتان طبيعي، لفترة طويلة.
وتتصرف maltenes مثل السوائل اللزجة تماما (السائل النيوتوني). بينما يعطي وجود الأسفلت خصائص مميزة للحالة الغروية.
تميل Asphaltenes إلى امتصاص الجزء الأكثر عطرية من maltenes ، وبالتالي تشكل كريات معقدة - micelles - التي يتم تعليقها في مرحلة مستمرة تشكلها maltenes منخفضة الوزن الجزيئي.

## الخصائص الفيزيائية
جعلت الصفات الفيزيائية والكيميائية للبتومين مادة ذات أهمية قصوى.
لديها قوة تكتل كبيرة لأنها تتماسك مع غالبية المواد المعتادة مثل الحجر والخرسانة والخشب والمعدن والزجاج.
وهو عازل حراري وكهربائي ممتاز.
كما إنه خفيف، ومرن. من الناحية الميكانيكية، تتصرف مثل مادة بلاستيكية مرنة.
إنه غير قابل للذوبان في الماء، ولكن يمكن إيجاد الحلول في العديد من المذيبات العضوية. أنها عمليا خاملة لمعظم العوامل الكيميائية الشائعة.
أدت خواصه غير المعتادة وتعقيد تركيبه في البداية إلى إدخال اختبارات تجريبية لتحديد الأصناف المختلفة التي تم الحصول عليها، ولكن أهمية وتعدد التطبيقات التي تم إجراؤها منها أدت بالتالي إلى دراسة أكثر شمولا من المنتجين والمستخدمين.
جعلت وسائل البحث الحديثة من الممكن تحليل تأثير التركيبة على الخصائص الفيزيائية وبالتالي الانتقال إلى الصفات التي تلبي احتياجات المستخدمين بشكل أفضل. جعلت دراسة الخصائص اللزجة من الممكن فهم معنى الاختبارات التجريبية المستخدمة وربطها بالمفاهيم الأساسية. كما أنها سمحت بحساب السلوك الميكانيكي للبتومين بنفس طريقة استخدام مواد البناء الأخرى، مثل الخرسانة أو المعادن.

## البتومين الطبيعي والبتومين الاصطناعي

### البتومين الطبيعي
يوجد البتومين في الحالة الطبيعية كمخلفات من رواسب زيت البترول الذي تم فصل عناصره الأخف بمرور الوقت بنوع من التقطير الطبيعي، حيث تكون العناصر الخفيفة متطايرة للغاية عند درجة حرارة الغرفة. رواسب الحفرة المفتوحة المستخرجة والتي يتم عرضها على شكل بحيرات حقيقية تسمى حفر البتومين، يمكن أن يكون البتومين في شكل عروق في القبو. وأشهر هذه البحيرات الطبيعية هو بحيرة ترينيداد.

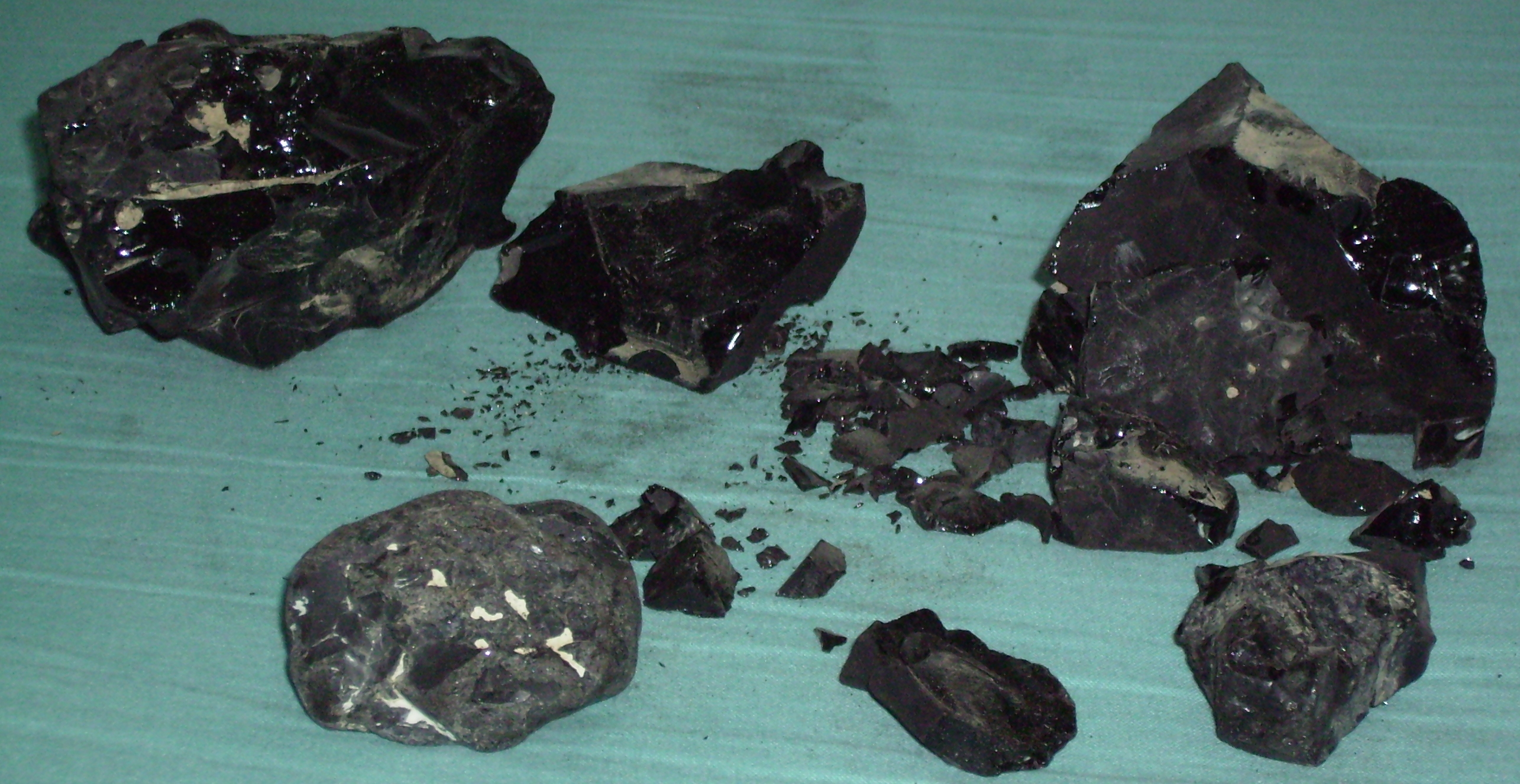
قطع من البتومين من رواسب طبيعية على حافة البحر الميت.

الإنتاج العالمي منخفض جدا لأنه لا يتجاوز 200,000 طن.
بالكاد يُستخدم البتومين الطبيعي كإضافات لاستخدامات معيّنة، نظراً لخصائصه المحددة (القدرة على التلوين، وتثبيت التأثير على الأسفلتات المصبوبة، إلخ).

### البتومين الاصطناعي

#### تصنيفه
- البتومين المشتق من النفط الخام
خامات البتومين هي خامات ثقيلة توجد في فنزويلا (بوسكان، باخاخرو، لاجونيلاس وتيا خوانا) أو الشرق الأوسط (السفانية (أو العربية الثقيلة) والكويت).
تشتمل على بتومين نقي موحد (قياسي NF EN 12591 12591) وبتومينات خاصة مقسمة إلى صلبة «صلبة» (NF EN 13924) وبتومينات مع حساسية محسنة.

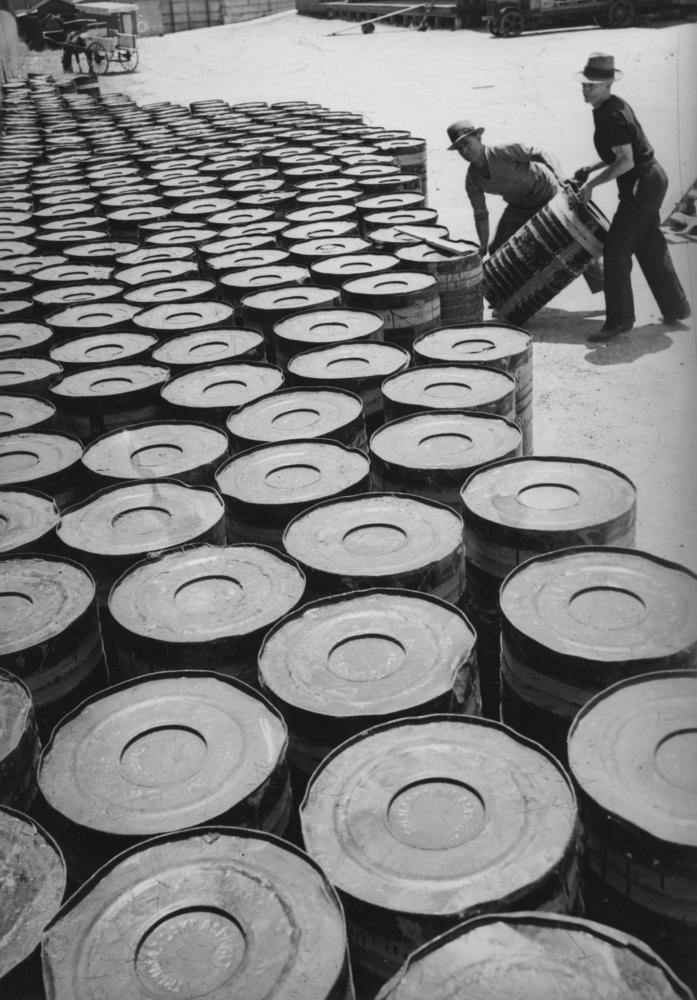
تنزيل بتومينترينيداد في بريزبن (أستراليا) من على متن سفينة لاركبانك في عام 1938.

-بتومين قَطْع، هو بتومين تم تخفيض لزوجته بإضافة مادة مخففة متقلبة إلى حد ما (مثل الزيت أو الكيروسين).
- البتومين المصهور هو عبارة عن بتومين تم تقليل لزوجته بإضافة زيت قابل للانكماش.
يتم تصنيف البتومين وفقاً لاختبار مؤهل. يتم تصنيف البتومين الصافي باستخدام اختبار اختراق الإبرة، والبتومينات الصناعية الصلبة والقارفة المؤكسدة مع اختبار نقطة الكرة وخفة الحلقة، والبتومين المميعة، يتدفق البتومين وفقا لخاصية pseudoviscosity يقاس بواسطة مقياس اللزوجة.

#### التصنيع
يتم إنتاج البتومين الصافي صناعيًا من الزيوت الخام التي يتم أولاً استخلاص الكسور الخفيفة منها، والجزء المتبقي يتكون من الزيوت اللزجة، يتم فصل البتومين من الصلابة المطلوبة. يتم إعداد بعض الأصناف من حشو متصدع، ويتم الحصول على البعض عن طريق الأكسدة (النفخ).

## روابط خارجية
- الأسفلت والبتومين والنفط